# Promises (singel Def Leppard)
Promises – piosenka rockowa zespołu Def Leppard, wydana w 1999 roku jako singel promujący album Euphoria.

## Charakterystyka
Utwór napisali Phil Collen i Robert John Lange. Singel ukazał się w czerwcu 1999 roku w Stanach Zjednoczonych i 12 lipca 1999 roku w Wielkiej Brytanii.
„Promises” było jedynym przebojem grupy z albumu Euphoria. Piosenka zajęła m.in. pierwsze miejsca na listach: Mainstream Rock oraz UK Rock & Metal Singles.
Do piosenki powstał teledysk w reżyserii Wayne'a Ishama. Przedstawia on występ zespołu na ciemnym tle z dodanymi efektami specjalnymi, a także ludzi obserwujących zespół. Na potrzeby klipu dodano także efekty dźwiękowe na jego początku. Nagrań dokonano w kwietniu 1999 roku w Los Angeles w Griffith Observatory i Laser Images Studios. Teledysk ukazał się w maju tego samego roku.

## Pozycje na listach przebojów
| Lista           | Pozycja | Źródło |
| --------------- | ------- | ------ |
| Kanada          | 18      | [ 7 ]  |
| Szkocja         | 43      | [ 8 ]  |
| Wielka Brytania | 41      | [ 9 ]  |